# Juan Manuel de la Cruz
Juan Manuel de la Cruz y Bahamonde (San Agustín de Talca, 23 de julio de 1756-Santiago, 12 de febrero de 1822) fue un militar, hacendado, comerciante de ultramar y alcalde de cabildo de Santiago.

## Biografía
Nació en San Agustín de Talca el 23 de julio de 1756, hijo de Juan de la Cruz y Bernardotte y de Silveria Álvarez de Bahamonde y Herrera. Fue hermano de Anselmo, Vicente y de Nicolás, y cuñado de Juan Albano Pereira Márquez.
Juan Manuel de la Cruz se casó en San San Agustín de Talca con Tomasa Antúnez y Silva con quien tuvo 1 hija: María del Tránsito de la Cruz y Antúnez. Su segundo matrimonio fue con María de los Dolores Muñoz Plaza con quien no tuvo descendencia.

### Militar y autoridad política
En su juventud sirvió en el regimimiento de milicias de caballería del Partido de Maule; con el correr del tiempo sería Capitán del regimiento de "La Princesa" de Santiago.
Se radicaría posteriormente en Santiago, de cuyo cabildo sería alcalde de primer voto en 1807. Se le otorgó en título de Caballero de la Real y Distinguida Orden de Carlos III.

### Hospital de Talca
En 1764 ya el Cabildo había tratado sobre la fundación de un hospital, iniciativa que solo quedó en el papel. Don Vicente y su hermano el opulento vecino del comercio de Santiago, don Juan Manuel de la Cruz y Bahamonde, realizaron esta obra. Este último compró un sitio a cinco cuadras de la Plaza y consiguió que el arquitecto Joaquín Toesca levantara los planos.
Esto ocurría por los años de 1796. Su noble idea fue aplaudida por el Cabildo. Había entonces en Chile solo dos hospitales, uno en Santiago y otro en Concepción.
La iniciativa de don Juan Manuel provocó la de su hermano Vicente. El primero prometió gravar sus bienes con un censo de 4.000 pesos, y su hermano Vicente y su esposa doña Josefa de Burgos con otro de 2.000 pesos. También se agregó don Nicolás de la Cruz y Bahamonde, que residía en Cádiz, con 2.000 pesos.
El Rey aprobó su erección por real cédula fechada en Madrid el 8 de julio de 1803, dándole el 9 1/2 de los diezmos del Partido por dotación.

## Vida privada
Fue dueño de las haciendas "Quecheregua" y "El Culenar". Poseyó una suntuosa mansión a una cuadra de la Plaza de Armas de Santiago, construida de acuerdo a planos confeccionados en Europa que le envió su hermano Nicolás.Existe un retrato suyo, pintado en 1809, por Olavecios Riedmayer.